# Samuel Serrano
Samuel Serrano (ur. 17 listopada 1952 w Toa Alta) – portorykański bokser, zawodowy mistrz świata kategorii junior lekkiej.
Rozpoczął walki jako bokser zawodowy w 1969. w 1971 został mistrzem Portoryko w wadze piórkowej, ale w następnym roku utracił ten tytuł. Spośród pierwszych 22 walk wygrał 20, odnotowując tylko dwie porażki. W kolejnej walce w grudniu 1973 pokonał go ówczesny mistrz świata kategorii piórkowej Ernesto Marcel (tytuł nie był stawką tego pojedynku). W lipcu 1974 Serrano został mistrzem Portoryko w wadze junior lekkiej (superpiórkowej).
13 kwietnia 1976 w Honolulu Serrano zmierzył się w walce o pas mistrza świata organizacji WBA z obrońca tytułu Benem Villaflorem. Ogłoszono remis, co uznano za wynik kontrowersyjny, ponieważ zdaniem obserwatorów Serrano zasłużył na zwycięstwo. WBA nakazała stoczenie walki rewanżowej między tymi pięściarzami poza Hawajami. 16 października 1976 w San Juan Serrano zwyciężył na punkty i odebrał Villaflorowi mistrzostwo świata.
W obronie tytułu Serrano stoczył dziesięć zwycięskich pojedynków:
| Data                   | Miejsce        | Oponent           | Wynik                           | Źródło |
| ---------------------- | -------------- | ----------------- | ------------------------------- | ------ |
| 15 stycznia 1977(dts)  | Guayaquil      | Alberto Herrera   | nokaut w 11. rundzie            | [ 3 ]  |
| 26 czerwca 1977(dts)   | Puerto la Cruz | Leonel Hernández  | wygrana na punkty               | [ 4 ]  |
| 27 sierpnia 1977(dts)  | San Juan       | Apollo Yoshio     | wygrana na punkty               | [ 5 ]  |
| 19 listopada 1977(dts) | San Juan       | Kim Tae-ho        | techniczny nokaut w 10. rundzie | [ 6 ]  |
| 18 lutego 1978(dts)    | San Juan       | Mario Martínez    | wygrana na punkty               | [ 7 ]  |
| 8 lipca 1978(dts)      | San Juan       | Oh Young-ho       | techniczny nokaut w 9. rundzie  | [ 8 ]  |
| 29 listopada 1978(dts) | Nagoja         | Takao Maruki      | wygrana na punkty               | [ 9 ]  |
| 18 lutego 1979(dts)    | San Juan       | Julio Valdez      | wygrana na punkty               | [ 10 ] |
| 14 kwietnia 1979(dts)  | Kapsztad       | Nkosana Mgxaji    | techniczny nokaut w 8. rundzie  | [ 11 ] |
| 3 kwietnia 1980(dts)   | Nara           | Battlehawk Kazama | techniczny nokaut w 13. rundzie | [ 12 ] |

Kolejną walkę o mistrzostwo świata Serrano stoczył 2 sierpnia 1980 w Detroit, podczas tej samej gali bokserskiej, w której Thomas Hearns znokautował Pipino Cuevasa. jego przeciwnikiem był Yasutsune Uehara. Przez pierwsze pięć rund Serrano wyraźnie przeważał, ale pod koniec 6. rundy Uehara zaatakował go przy linach i powalił ciosem w szczękę. Serrano został wyliczony na sekundę przed gongiem kończącym rundę, a Uehara zdobył pas WBA.
Serrano odzyskał tytuł mistrzowski, gdy wygrał na punkty w walce rewanżowej z Ueharą 9 kwietnia 1981 w Wakayamie. Trzykrotnie skutecznie go bronił, wygrywając na punkty z Leonelem Hernándezem 29 czerwca 1981 w Caracas , przez techniczny nokaut w 12. rundzie z Hikaru Tomonarim 10 grudnia 1981 w San Juan oraz przez techniczną decyzję w 10. rundzie z Benedicto Villablancą 5 czerwca 1982 w Santiago.
Kolejna obrona nie była udana, ponieważ 19 stycznia 1983 w San Juan Roger Mayweather znokautował Serrano w 8. rundzie. Po tej walce Serrano stoczył jeszcze jedną w 1984 i wycofał się. W 1987 został złapany z 700 gramami kokainy i skazany na 15 lat pozbawienia wolności. Wyszedł za dobre sprawowanie w 1995. Wygrał po 1 walce w 1996 i 1997 i ostatecznie zakończył karierę.